# Саша Бјелић
Саша Бјелић (Прибој, 22. октобар 1972) српски је психолог и глумац.
Од 1990. године активан је у Аматерском позоришту дома културе Пиво Караматијевић у Прибоју а широј публици постао је познатији улогом доктора у филму Отац, Срдана Голубовића

## Биографија
Рођен је 22. октобра 1972. године у Прибоју где је завршио основну школу и гимназију. На Филозофском факултету у Београду завршио је психологију којом се професионално бави. Добитник је награде за популаризацију психологије „Живорад - Жижа Васић“, 2008. године. Ожењен је и отац двоје деце.

## Глума
Глумом почиње да се бави 1990. године у Аматерској позоришној сцени Дома Културе Пиво Караматијевић у Прибоју са којом је наступио на многим аматерским фестивалима. На филмском платну први пут се појављује у остварењу Близанци у продукцији Феникс а затим и у серијама Ургентни центар и Сенке из прошлости као и у филму Отац, Срдана Голубовића.

## Филмографија
| Год.  | Назив                           | Улога                   |
| ----- | ------------------------------- | ----------------------- |
| 2017. | Близанци                        | доктор                  |
| 2018. | Ургентни центар                 | Душан                   |
| 2019. | Како сам победио лепак и бронзу | кафеџија                |
| 2019. | Из сенке прошлости              | Никола Пашић            |
| 2020. | Отац                            | Доктор                  |
| 2021. | Тома                            | Управник поправног дома |
| 2021. | Црна свадба                     | Свештеник               |
| 2025. | Пасјача                         |                         |

## Улоге у позоришту
| Год.  | Назив                       | Улога          |
| ----- | --------------------------- | -------------- |
| 1990. | Мера                        | Алигатор       |
| 1991. | Жак или покорност           | Жак            |
| 1996. | Друга врата лево            | Тантуз лилипут |
| 1997. | Српска револуција           | Ајнштајн       |
| 2010. | Карактери                   | Стари директор |
| 2014. | Чаршија                     | Поштар         |
| 2015. | Заслужени одмор             | Марко          |
| 2016. | Лаки комад                  | Ђорђе          |
| 2017. | Генерална проба самоубиства | Архитекта      |